# 3519 Ambiorix
3519 Ambiorix è un asteroide della fascia principale. Scoperto nel 1984, presenta un'orbita caratterizzata da un semiasse maggiore pari a 2,1703762 UA e da un'eccentricità di 0,1769360, inclinata di 0,56846° rispetto all'eclittica.